# تشارلز هنري تومبكينز
تشارلز هنري تومبكينز (بالإنجليزية: Charles Henry Tompkins)‏ هو ضابط أمريكي، ولد في 12 سبتمبر 1830 في Fort Monroe ‏ في الولايات المتحدة، وتوفي في 18 يناير 1915 في واشنطن العاصمة في الولايات المتحدة.